# Artemisia arctica
Artemisia arctica là một loài thực vật có hoa trong họ Cúc. Loài này được (Besser) Leonova mô tả khoa học đầu tiên năm 1974.